# كين هيغز (لاعب كرة قدم)
كين هيغز (بالإنجليزية: Ken Higgs)‏ هو لاعب كرة قدم بريطاني، ولد في 14 يناير 1937 في Kidsgrove ‏ في المملكة المتحدة، وتوفي في 7 سبتمبر 2016. شارك مع منتخب إنجلترا للكريكت. أما مع النوادي، فقد لعب مع بورت فايل.

## وصلات خارجية
- كين هيغز على موقع إي آس بي آن كريك إنفو (الإنجليزية)